# Afton (Iowa)
Afton és una població dels Estats Units a l'estat d'Iowa. Segons el cens del 2000 tenia 917 habitants.

## Demografia
Segons el cens del 2000, Afton tenia 917 habitants, 384 habitatges, i 251 famílies. La densitat de població era de 361,3 habitants per km².
Dels 384 habitatges en un 29,4% hi vivien nens de menys de 18 anys, en un 52,9% hi vivien parelles casades, en un 8,9% dones solteres, i en un 34,4% no eren unitats familiars. En el 31% dels habitatges hi vivien persones soles el 19% de les quals corresponia a persones de 65 anys o més que vivien soles. El nombre mitjà de persones vivint en cada habitatge era de 2,32 i el nombre mitjà de persones que vivien en cada família era de 2,88.
Per edats la població es repartia de la següent manera: un 24,9% tenia menys de 18 anys, un 8,3% entre 18 i 24, un 26% entre 25 i 44, un 23% de 45 a 60 i un 17,9% 65 anys o més.
L'edat mediana era de 40 anys. Per cada 100 dones de 18 o més anys hi havia 89,3 homes.
La renda mediana per habitatge era de 28.281 $ i la renda mediana per família de 35.848 $. Els homes tenien una renda mediana de 25.707 $ mentre que les dones 17.917 $. La renda per capita de la població era de 12.920 $. Entorn del 13,6% de les famílies i el 19,4% de la població estaven per davall del llindar de pobresa.

## Poblacions més properes
El següent diagrama mostra les poblacions més properes.